# Giánnis Antetokoúnmpo
Pour les articles homonymes, voir Antetokoúnmpo.
Giánnis Antetokoúnmpo (grec moderne : Γιάννης Αντετοκούνμπο), né le 6 décembre 1994 à Zográfou dans la banlieue d’Athènes en Grèce, est un joueur grec professionnel de basket-ball. Surnommé le « Greek Freak » (le Monstre grec), il évolue au poste d'ailier fort voire de pivot au sein des Bucks de Milwaukee depuis 2013, dans la National Basketball Association (NBA).
Durant la saison 2016-2017, il mène les Bucks dans les cinq grandes catégories statistiques et devient le premier joueur de l'histoire de la NBA à terminer une saison régulière dans le top 20 dans les cinq statistiques : points, rebonds, passes décisives, interceptions et contres. Il reçoit le titre de Most Improved Player (meilleure progression) en 2017.
Sélectionné à huit reprises au NBA All-Star Game, il est élu deux fois NBA Most Valuable Player (MVP) de la saison régulière en 2019 et 2020. Il est élu NBA Defensive Player of the Year (défenseur de l'année) lors de la saison 2019-2020 et désigné athlète de l'année lors des ESPY Awards 2019.
Lors de la saison 2020-2021, Antetokoúnmpo et les Bucks de Milwaukee remportent le titre NBA. Giánnis Antetokoúnmpo est élu MVP des Finales grâce à ses performances, avec notamment cinquante points marqués lors du décisif match 6 de la finale face aux Suns de Phoenix. Contre les Celtics de Boston en playoffs 2022, il devient le premier joueur de l'histoire à cumuler au moins 200 points, 100 rebonds et 50 passes dans une série puis à la fin de la saison, le Grec devient le premier et seul joueur à être élu unanimement cinq fois de suite dans la All-NBA First Team. Il est le meilleur marqueur, passeur ainsi que contreur de l'histoire des Bucks.

## Jeunesse

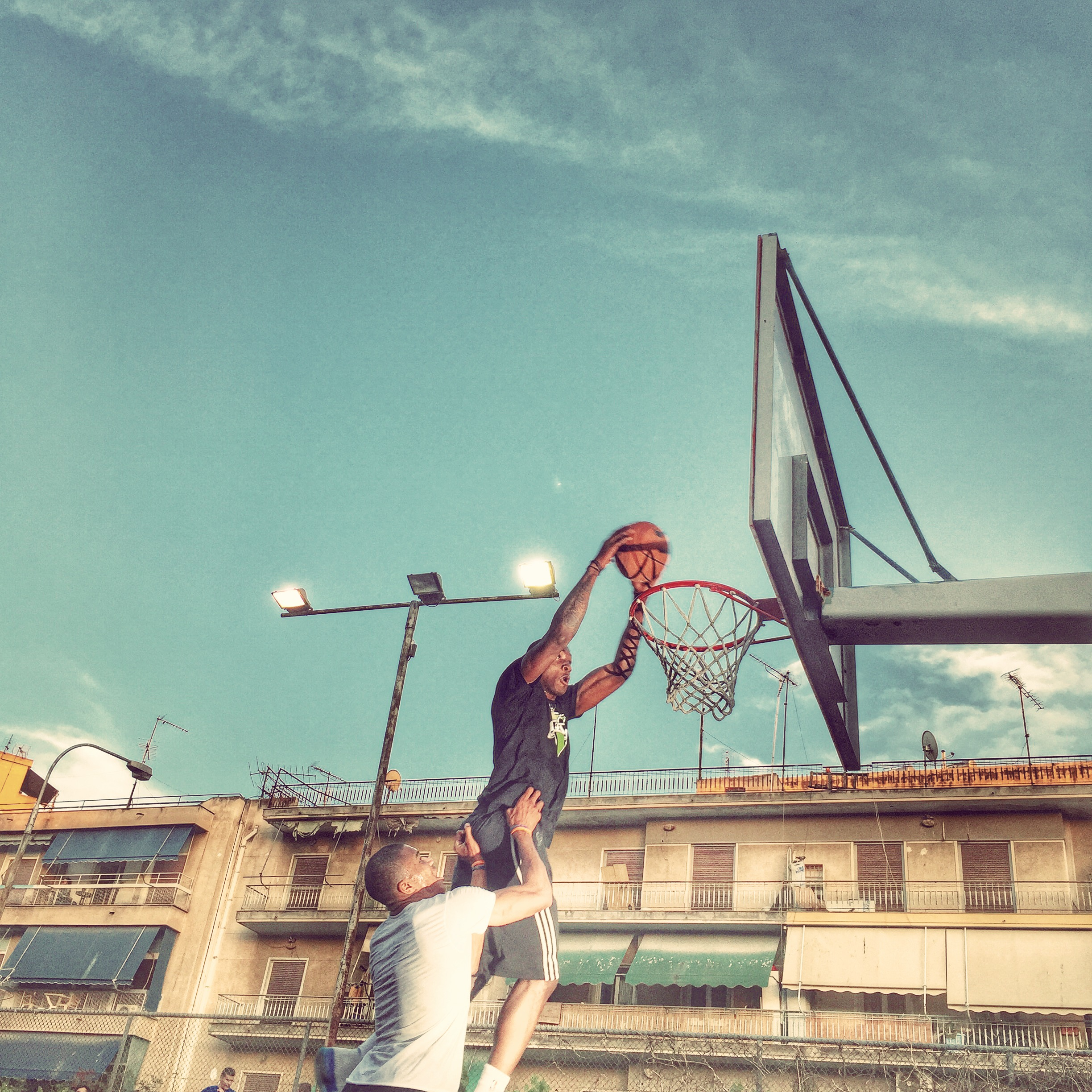
Giánnis et son frère Thanásis (en haut) lors d’un match en plein air à Sepólia en 2015.

Giánnis Oúgho Antetokoúnmpo (grec moderne : Γιάννης Ούγκο Αντετοκούνμπο) est le fils d'immigrés originaires du Nigeria. Ses parents sont arrivés de Lagos trois ans en 1992, laissant derrière eux leur fils aîné Francis. Quatre autres garçons du couple (dont Giánnis) sont nés en Grèce. Bien que nés en Grèce, ils n’ont pas automatiquement reçu la citoyenneté grecque à part entière, car la loi sur la nationalité grecque est fondée sur le droit du sang. Giánnis Antetokoúnmpo vit son enfance dans le quartier athénien de Sepólia. Avec son frère Thanásis, il vend des produits de contrefaçon dans la rue (des montres, des sacs et des lunettes de soleil) pour subvenir aux besoins de sa famille. Jusqu'à ses 18 ans, Giánnis Antetokoúnmpo ne possédait aucun papier d'identité (ni grec, ni nigérian).
Après sa naturalisation en 2013, sa famille hellénise son nom de famille de « Adetokunbo » en « Antetokounmpo » afin de suivre les règles de romanisation du grec moderne, le d se rendant nt et le b en mp en grec moderne.

## Carrière

### Filathlitikos B.C. (2011-2013)
En 2011, Giánnis Antetokoúnmpo joue avec l’équipe masculine senior du Filathlitikos B.C., club basé à Zográfou, dans l'équipe semi-pro de la troisième division grecque au cours de la saison 2011-2012. Lors de la saison 2012-2013, âgé de 18 ans, Giánnis Antetokoúnmpo joue avec l'équipe professionnelle qui évolue en seconde division du championnat de Grèce.
En décembre 2012, quelques jours après ses 18 ans, il signe un accord de quatre ans avec le club espagnol CAI Zaragoza, incluant des rachats de la NBA après chaque saison. Un certain nombre d’autres grands clubs européens avaient été intéressés, y compris Barcelone et l'Efes Anadolu. Le contrat débutant pour la saison 2013-2014, il décide de rester dans le club grec pour le reste de la saison 2012-2013.
Au cours de la saison 2012-2013 de la deuxième division grecque, Giánnis Antetokoúnmpo tire à 46,4 %, à 31,3 % à trois points et à 72,0 % sur la ligne des lancers francs, en 22,5 minutes par match. En 26 matchs, il obtient en moyenne 9,5 points, 5 rebonds, 1,4 passe décisive et 1,0 contre par match. Il est également sélectionné par les entraîneurs comme participant spécial au All-Star Game 2013 du championnat grec.
Le club finit premier ex-æquo avec Néa Kifisiá (en) et Éolos Tríkala (el). Le club n'est toutefois pas promu en première division.

### Bucks de Milwaukee (depuis 2013)
Le 28 avril 2013, Giánnis Antetokoúnmpo s'inscrit officiellement pour la draft 2013 de la NBA. Il est choisi en 15e position de la draft 2013 de la NBA par les Bucks de Milwaukee, ce qui surprend car il jouait dans un championnat peu compétitif et qu’il n’a que 18 ans.

#### Saison 2013-2014: Première année

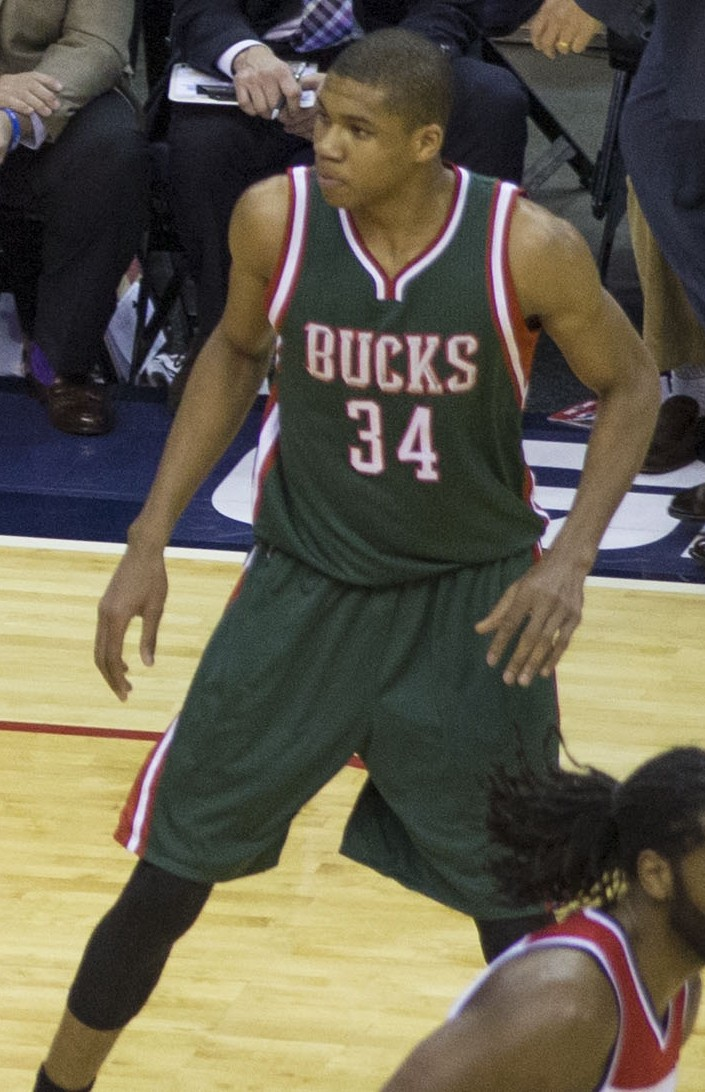
Antetokoúnmpo avec les Bucks en novembre 2014.

Antetokoúnmpo fait ses débuts en NBA le 13 octobre 2013 à l’âge de 18 ans et 311 jours, comme l’un des plus jeunes joueurs de l'histoire de la NBA. Sur le plan individuel, Antetokoúnmpo réalise une bonne saison. Il gagne rapidement du temps de jeu dans la très faible équipe des Bucks et devient un remplaçant utilisé fréquemment. Il obtient en moyenne 6,8 points, 4,4 rebonds, 1,9 passe décisive, 0,8 interception et 0,8 contre en 77 apparitions au cours de sa saison de rookie. Il est sélectionné pour participer au Rising Stars Challenge et au Taco Bell Skills Challenge au NBA All-Star Weekend à La Nouvelle-Orléans, où il cumule 9 points, 2 rebonds et 2 passes décisives en 17 minutes. À la fin de la saison, il est nommé dans la All-Rookie Second Team. Au long de cette saison, Antetokoúnmpo continue de grandir, passant de 2,05 m en juin à 2,09 m en décembre.
Le 16 octobre 2014, les Bucks ont exercé leur option d’équipe de troisième année sur le contrat d'Antetokoúnmpo, prolongeant son contrat jusqu’à la saison 2015-2016.

#### Saison 2014-2015
En janvier 2015, Antetokoúnmpo termine deuxième au titre du meilleur jeune joueur européen de l'année 2014, derrière Dario Šarić. 
Le 6 février 2015, il signe un record de carrière de 27 points et 15 rebonds dans une défaite contre les Rockets de Houston. Trois jours plus tard, il est nommé joueur de la semaine dans la Conférence de l’Est pour les matchs disputés du 2 au 8 février, remportant ce titre pour la première fois de sa carrière. Il participe ensuite au Slam Dunk Contest au All-Star Game 2015 à New York. Le 9 mars, il signe un nouveau record de carrière de 29 points en tirant à 11 sur 16 dans une défaite contre les Pelicans de La Nouvelle-Orléans.
Les Bucks ont terminé la saison régulière avec un bilan de 41-41, et finissent à la sixième place de la conférence Est. Il n’a raté qu’un match au cours de la saison 2014-2015, obtenant en moyenne 12,7 points et 6,7 rebonds en 81 matchs. Il est titularisé à la fin de sa saison de rookie. La saison suivante, il devient un joueur essentiel de l'équipe, titularisé 71 fois sur 81 et les Bucks se qualifient pour les playoffs 2015. Lors du premier tour contre les Bulls de Chicago, ils ont été défaits 4 à 2.
Le 1er août 2015, Antetokoúnmpo joue pour Team Africa dans le match d'exhibition NBA Africa 2015, représentant le pays natal de ses parents, le Nigeria.

#### Saison 2015-2016
Le 26 octobre 2015, les Bucks ont exercé leur option d’équipe de quatrième année sur le contrat d'Antetokoúnmpo, prolongeant le contrat jusqu’à la saison 2016-2017. Giánnis Antetokoúnmpo améliore sa moyenne de points en début de saison 2015-2016, obtenant en moyenne 16 points par match au cours des 20 premiers matchs. Le 19 novembre, il enregistre un record en carrière de 33 points dans une défaite contre les Cavaliers de Cleveland. Le 12 décembre, il enregistre un quasi-triple-double avec 11 points, 12 rebonds et 8 passes décisives, aidant les Bucks à interrompre le début de saison invaincu des Warriors de Golden State avec une victoire 108-95.
Le 22 février 2016, Antetokoúnmpo réalise son 1er triple-double en carrière avec 27 points, 12 rebonds et 10 passes décisives pour une victoire contre les Lakers de Los Angeles. À 21 ans, il devient le plus jeune Buck à enregistrer un triple-double. Le 13 mars, il réalise son 4e triple-double en 11 matchs avec 28 points, 11 rebonds et 14 passes décisives contre les Nets de Brooklyn, devenant ainsi le premier joueur des Bucks avec quatre triple-doubles en une saison. Le 1er avril, il enregistre son 5e triple-double de la saison avec 18 points, 11 rebonds et 11 passes décisives contre le Magic d'Orlando. Deux jours plus tard, il bat son record en carrière avec 34 points lors d’une défaite contre les Bulls de Chicago.

#### Saison 2016-2017: Meilleure progression de l'année
Le 19 septembre 2016, Antetokoúnmpo accepte une prolongation de contrat de 100 millions de dollars sur quatre ans avec les Bucks. À l’ouverture de la saison 2016-2017 des Bucks, le 26 octobre, Antetokoúnmpo marque 31 points dans une défaite 107-96 contre les Hornets de Charlotte. Le 21 novembre, il réalise son 6e triple-double en carrière avec 21 points, 10 rebonds, 10 passes décisives, 5 interceptions et 3 contres dans une victoire 93-89 sur le Magic d'Orlando. Le 29 novembre, il égale son record en carrière avec 34 points et ajoute 12 rebonds, 5 passes décisives, 5 interceptions et 2 contres dans une victoire 118-101 contre les Cavaliers de Cleveland. Antetokoúnmpo aide les Bucks à remporter 3 matchs sur une semaine, avec des moyennes de 24,3 points, 10 rebonds, 6,3 passes et 3,7 interceptions, remportant donc le titre de joueur de la semaine.

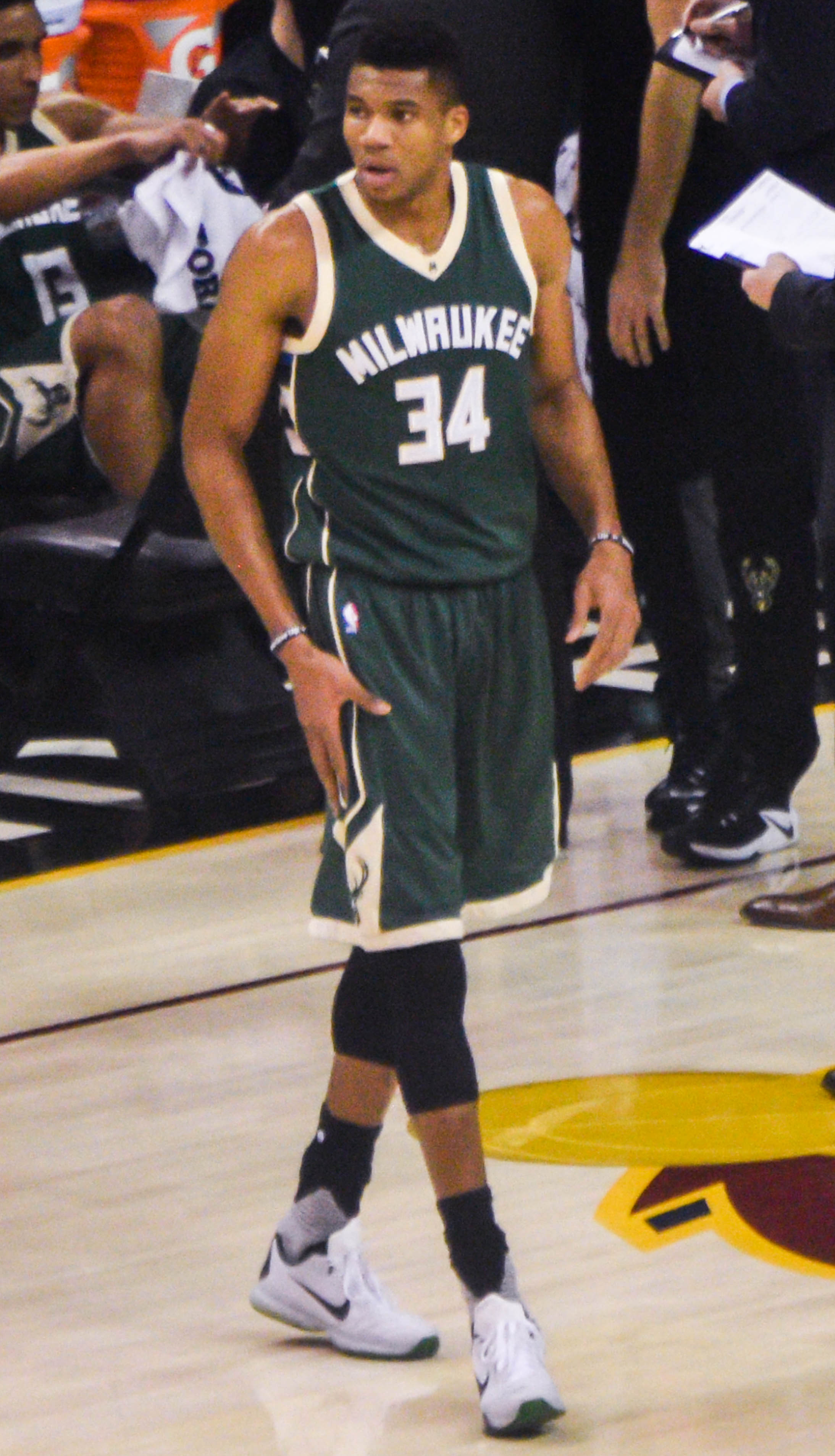
Antetokoúnmpo avec les Bucks en décembre 2016.

Le 31 décembre, il enregistre 35 points, 9 rebonds, 7 passes décisives et 7 contres (record en carrière) dans une victoire de 116-96 contre les Bulls de Chicago. Le 4 janvier 2017, il enregistre 27 points et 13 rebonds et marque au buzzer pour donner aux Bucks une victoire 105-104 sur les Knicks de New York. Avec 25 points contre les Knicks le 6 janvier, Antetokoúnmpo obtient au moins 20 points dans son 14e match consécutif, ce qui correspond à la plus longue série d’un joueur des Bucks depuis Michael Redd en 2006. Le 19 janvier 2017, Antetokoúnmpo est nommé titulaire de la conférence Est pour le NBA All-Star Game 2017, soit sa 1re sélection.
Le 10 février 2017, Giánnis Antetokoúnmpo établit un nouveau record en carrière avec 41 points dans une défaite 122-114 contre les Lakers de Los Angeles. Le 19 février 2017, il devient le premier All-Star des Bucks depuis Michael Redd en 2004, et le premier titulaire depuis Sidney Moncrief en 1986. À 22 ans et 74 jours, il devient le plus jeune joueur de l’histoire de la franchise à participer à un All-Star Game. Il devient également le premier All-Star grec de la NBA. Dans le match, il mène l’Est avec 30 points dans une défaite 192-182 contre l’Ouest. Le 3 avril 2017, il est nommé joueur du mois de la conférence Est pour les matchs joués en mars. C'est le premier prix, de ce type, de la carrière d'Antetokoúnmpo et le premier pour un joueur des Bucks depuis Michael Redd en 2004. Giánnis Antetokoúnmpo rejoint Redd, Terry Cummings (1985) et Sidney Moncrief (1981) comme l'un des quatre joueurs des Bucks à avoir été nommé joueur du mois de la conférence Est. Il obtient en moyenne 22,4 points, 8,4 rebonds, 4,8 passes décisives, 1,8 contre et 1,3 interception en 18 matchs au cours du mois.
Antetokoúnmpo mène les Bucks dans chacune des cinq grandes catégories statistiques (points, rebonds, passes décisives, interceptions et contres) de la saison régulière 2016-2017, devenant seulement le 5e joueur de la NBA à le faire après Dave Cowens, Scottie Pippen, Kevin Garnett et LeBron James. Il devient également le premier joueur de l’histoire de la NBA à terminer dans le Top 20 de la ligue dans chacune des cinq grandes catégories en saison régulière. Grâce à ses performances, Antetokoúnmpo est nommé dans la All-NBA Second Team. Il est également nommé Most Improved Player (meilleur progression de l'année) pour la saison 2016-2017, devenant ainsi le premier joueur de l’histoire des Bucks à recevoir ce trophée.
Le 15 avril 2017, Antetokoúnmpo marque 28 points dans une victoire 97-83 contre les Raptors de Toronto dans le premier match de playoffs, au premier tour. Jouant sa deuxième série de playoffs en carrière, Antetokoúnmpo réussit 13 de ses 18 tirs, et ajoute 8 rebonds et 3 passes décisives. Dans le 5e match de la série, le 24 avril, Antetokounmpo établit un nouveau record en carrière en playoffs avec 30 points, mais les Bucks perdent 118-93 et sont menés 3-2 dans la série. Les Bucks perdent ensuite le match 6 trois jours plus tard, malgré une performance de 34 points de Giánnis Antetokoúnmpo.

#### Saison 2017-2018
En ouverture de la saison 2017-2018 des Bucks le 18 octobre 2017, Antetokoúnmpo inscrit 37 points et 13 rebonds dans une victoire 108-100 contre les Celtics de Boston. Trois jours plus tard, il marque 44 points (record en carrière) dans une victoire 113-110 contre les Trail Blazers de Portland. Il marque 17 points au quatrième quart-temps. Dans le 4e match de la saison des Bucks, le 23 octobre, Antetokounmpo inscrit 32 points et 14 rebonds dans une victoire 103-94 sur les Hornets, inscrivant ainsi au moins 30 points sur chacun de ses quatre premiers matchs. Ses 147 points au cours des quatre premiers matchs sont le total le plus élevé de l’histoire de l’équipe ; Kareem Abdul-Jabbar en avait inscrit 146 en 1970-1971. En amont du 6e match de la saison, il obtient 175 points, 53 rebonds et 28 passes décisives, soit le meilleur départ statistique d’un joueur dans l’histoire de la NBA à travers ses cinq premiers matchs.
Le 6 janvier 2018, il enregistre 34 points, 12 rebonds et 7 passes décisives dans une victoire 110-103 contre les Wizards de Washington. Il obtient au moins 20 points et 5 rebonds dans son 27e match consécutif, marquant la plus longue série de la NBA depuis Shaquille O'Neal au cours de la saison 2000-2001. Le 15 janvier 2018, il enregistre 27 points et capté 20 rebonds (record en carrière) dans une victoire 104-95 sur les Wizards, devenant le deuxième plus jeune Buck à enregistrer un match en 20-20 derrière Andrew Bogut. Trois jours plus tard, il est nommé titulaire pour le All-Star Game 2018, devenant le premier Buck depuis Marques Johnson à être nommé titulaire pour deux All-Star Game consécutifs. Le 15 février 2018, il enregistre son premier triple-double de la saison avec 36 points, 11 rebonds et 13 passes décisives dans une défaite 134-123 contre les Nuggets de Denver. C’est son 9e triple-double en carrière, dépassant Kareem Abdul-Jabbar pour le plus grand nombre de triple-double dans l’histoire des Bucks.

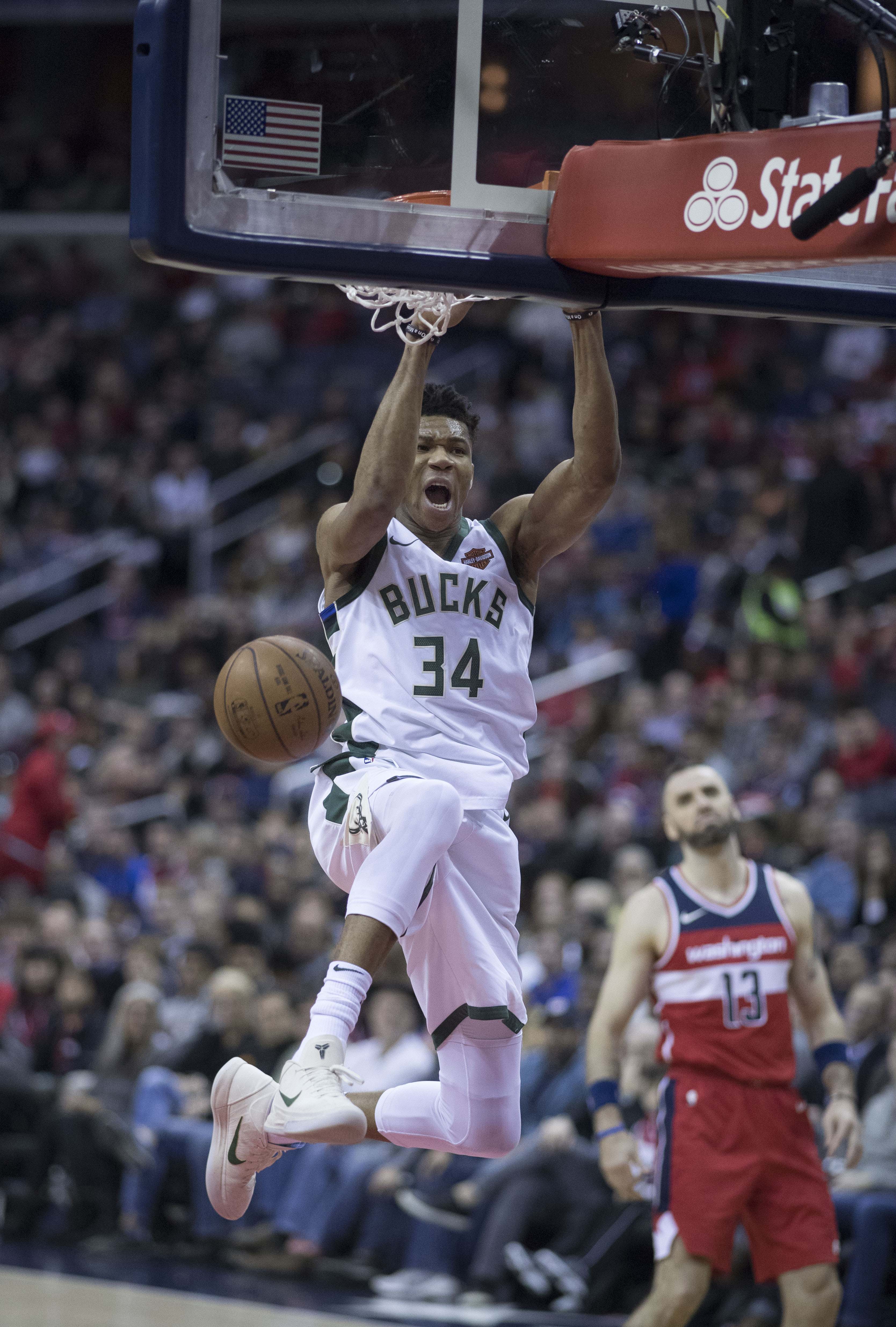
Antetokoúnmpo avec les Bucks au dunk en 2018.

Dans le premier match des playoffs, au premier tour contre les Celtics, Antetokoúnmpo enregistre 35 points, 13 rebonds et 7 passes décisives dans une défaite 113-107 en prolongation. Dans le match 6, Antetokoúnmpo obtient 31 points et 14 rebonds pour battre Boston 97-86, afin de forcer un match 7. Les Bucks sont éliminés des playoffs avec une défaite 112-96 dans le match 7. Giánnis Antetokoúnmpo marque 22 points et prend 9 rebonds.

#### Saison 2018-2019: Titre de MVP
Le 24 octobre 2018, Antetokoúnmpo cumule 32 points, 18 rebonds et 10 passes décisives dans une victoire 123-108 contre les 76ers de Philadelphie, aidant les Bucks à gagner leurs 4 premiers matchs pour la première fois depuis la saison 2001-2002. C’est sa quatrième performance avec 25 points et 15 rebonds consécutifs pour commencer la saison, devenant le premier joueur depuis Wilt Chamberlain à accomplir l’exploit. En quatre matchs, du 19 au 25 novembre, il marque au moins 29 points à chaque match. Le 14 décembre, il égale son record en carrière avec 44 points dans une victoire 114-102 sur les Cavaliers. Le 29 décembre, il obtient son 3e triple-double de la saison avec 31 points, 10 rebonds et 10 passes décisives dans une victoire 129-115 contre les Nets de Brooklyn. Il est ensuite nommé joueur du mois de l’Est en octobre, novembre et décembre, devenant ainsi le premier joueur de l’histoire des Bucks à remporter plusieurs prix consécutifs du joueur du mois.
Il est nommé Euroscar European Basketball Player en 2018.
Le 9 janvier 2019, il marque 27 points et capte 21 rebonds (record en carrière) dans une victoire 116-109 contre les Rockets de Houston. Le 13 février, il réalise son 5e triple-double de la saison avec 33 points, 19 rebonds et 11 passes décisives dans une victoire 106-97 contre les Pacers de l'Indiana. C’est son 13e match avec au moins 25 points, 15 rebonds et 5 passes décisives, brisant le record de Shaquille O'Neal. Il est nommé joueur du mois de l’Est pour février. Le 17 mars, il marque un record en carrière avec 52 points, plus 16 rebonds dans une défaite 130-125 contre les 76ers de Philadelphie. Le 4 avril, il enregistre 45 points et 13 rebonds dans une victoire 128-122 sur les 76ers, aidant les Bucks à décrocher la 1re place de la conférence Est.
Il aide les Bucks à passer au second tour des playoffs pour la première fois depuis 2001 après avoir marqué 41 points dans une victoire 127-104 dans le match 4 contre les Pistons de Détroit. Il devient le 5e joueur de l’histoire de Bucks à marquer plus de 40 points en playoffs, rejoignant Kareem Abdul-Jabbar, Terry Cummings, Ray Allen et Michael Redd. Les Bucks ont ensuite atteint la finale de conférence, où ils ont été défaits 4-2 par les Raptors malgré leurs victoires aux deux premiers matchs.
Lors de la soirée de remise des prix de fin de saison, les NBA Awards, Antetokoúnmpo est nommé MVP de la saison régulière 2018-2019. Il rejoint Kareem Abdul-Jabbar en tant que 2e joueur des Bucks à remporter le titre de MVP, et devient le 3e plus jeune joueur à remporter le MVP au cours des 40 saisons précédentes, derrière Derrick Rose et LeBron James. Il devient également le 5e joueur non-américain, et le 2e joueur européen à remporter le titre de MVP.

#### Saison 2019-2020: Doublé MVP / Défenseur de l'année
Giánnis Antetokoúnmpo commence la saison 2019-2020 avec un triple-double, enregistrant 30 points, 13 rebonds et 11 passes décisives dans une victoire 117-111 contre les Rockets le 24 octobre 2019. Le 25 novembre, Antetokoúnmpo marque 50 points et prend 14 rebonds, dans une victoire 122-118 contre le Jazz de l'Utah. Le 19 décembre, Antetokoúnmpo marque 5 paniers à trois points pour permettre à Milwaukee de battre les Lakers et d'obtenir le meilleur bilan de la NBA à 25-4. Par la suite, il déclare qu’il doit « rester humble » malgré son succès continu, expliquant qu’il « n’était pas censé être ici », n’ayant pas été un numéro 1 de draft comme les joueurs des Lakers, LeBron James et Anthony Davis.
Le 23 janvier 2020, Antetokoúnmpo est nommé capitaine du All-Star Game, aux côtés de LeBron James, pour la deuxième année consécutive. Le 6 février, Giánnis Antetokoúnmpo enregistre 36 points et 20 rebonds dans une victoire 112-101 sur les 76ers. C’est seulement la 5e fois dans l’histoire de la franchise qu’un joueur avait fait un match en 30-20, et la première depuis 1996. Il devient également le premier joueur à disputer cinq matchs consécutifs en 30-15 depuis 1985. Le 1er mars, il enchaîne avec une performance de 41 points, 20 rebonds dans une victoire 93-85 contre les Hornets.
La saison est interrompue en raison de la pandémie de COVID-19, entre mars et la fin juillet et Antetokoúnmpo affirme ne pas avoir de panier à domicile pour s'entraîner. Son équipe établit le meilleur bilan de la saison régulière pour la deuxième saison consécutive, avec 56 victoires et 17 défaites. Pendant les playoffs, les Bucks sont éliminés en demi-finale de conférence par le Heat, sur le score de 4-1. Antetokoúnmpo rate la majeure partie du quatrième match après s'être de nouveau blessé à la cheville droite, qui avait déjà souffert dans le troisième match. Il ne participe pas au reste de la série.
Le 18 septembre 2020, Antetokoúnmpo remporte son deuxième titre consécutif de MVP de la saison régulière. De plus, il rejoint Hakeem Olajuwon et Michael Jordan comme les seuls joueurs à remporter les titres de MVP et de meilleur défenseur au cours de la même saison.

#### Saison 2020-2021: Champion NBA et MVP des Finales
Le 15 décembre 2020, Antetokoúnmpo s'engage pour cinq saisons (de 2021 à 2026) et 228 millions de dollars avec les Bucks. C'est le plus gros montant de l'histoire de la NBA. Lors des playoffs NBA 2021, Antetokoúnmpo se blesse au genou en finale de conférence face aux Hawks d'Atlanta et manque les deux dernières rencontres, toutes deux remportées par les Bucks. Les Bucks atteignent donc les Finales NBA 2021 face aux Suns de Phoenix. Antetokoúnmpo joue malgré la douleur et les Bucks gagnent le titre NBA (4-2). Il marque 50 points, prend 14 rebonds et fait 5 contres lors du dernier match des finales. Il obtient le trophée de MVP des Finales.

#### Saison 2021-2022
Le 31 mars 2022 lors d'un match face aux Nets, il dépasse les 14 211 points de Kareem Abdul-Jabbar devenant ainsi, le meilleur marqueur de la franchise des Bucks. En mai 2022, Milwaukee sort en demi-finale de conférence face aux Celtics au bout de 7 matchs. Malgré cet échec, le Grec établit un record devenant le premier joueur de l'histoire à cumuler au moins 200 points, 100 rebonds et 50 passes décisives dans une série.

#### Saison 2022-2023
La saison NBA 2022-2023 est marquée à Milwaukee par l'absence fréquente d'un des deux lieutenants importants de l'équipe : l'ailier Khris Middleton qui doit composer avec de nombreuses blessures, notamment au genou gauche, au poignet et à la cheville. Celui-ci ne pourra jouer que 33 matchs sur toute la saison régulière, cette absence pousse Giánnis Antetokoúnmpo à prendre un rôle offensif plus important au sein de l'équipe afin de compenser. Celui-ci finit la saison 2022-2023 avec sa plus haute moyenne en carrière de points inscrits par match, il est alors avec 31,1 points de moyenne l'un des seuls six joueurs à dépasser 30 points de moyenne cette saison. Cette statistique de points est d'autant plus impressionnante qu'Antetokoúnmpo ne joue en moyenne que 32 minutes par match cette saison, bien en dessous de la moyenne des joueurs de son calibre.
Cette saison est, pour Giánnis Antetokoúnmpo , très riche en performances hors du commun et en records :
- Le 22 octobre 2022, lors d'un match face aux Rockets, Antetokoúnmpo devient le recordman de sa franchise en nombre de lancers francs réussis avec 3 508 lancers francs sous le maillot des Bucks, dépassant alors le record précédemment détenu par Sidney Moncrief[81].
- Le 12 décembre, lors d'un match face aux Rockets, Antetokoúnmpo dépasse les 15 000 points marqués en carrière à seulement 28 ans[82].
- Le 28 décembre, lors d'un match face aux Bulls, il inscrit son record de rebonds en carrière avec 22 rebonds pris sur un seul match (15 défensifs et 7 offensifs)[83]. À cette occasion, il inscrit également 45 points et 7 passes décisives, lors de la rencontre suivante face aux Timberwolves du Minnesota, il inscrit 43 points, 20 rebonds, et 5 passes, devenant l'un des trois seuls joueurs de l'histoire de la NBA avec Wilt Chamberlain et Elgin Baylor à aligner une feuille de statistiques de 40/20/5 sur deux rencontres consécutives[84].
- Le 3 janvier 2023, lors d'une rencontre face aux Wizards, il inscrit son record de points en carrière avec 55 points marqués sur un seul match[85].
- Le 2 février, lors d'un match face aux Clippers de Los Angeles, il marque 54 points durant la rencontre. C'est alors la 3e fois de la saison qu'il enregistre plus de 50 points, fait accompli dans cette franchise seulement par lui et Kareem Abdul-Jabbar[86].
- Le 16 février, lors d'un match face aux Bulls, Antetokoúnmpo devient le recordman de sa franchise en nombre de passe décisive réussie en un match avec 13 passes, dépassant alors le record précédemment détenu par Paul Pressey depuis 1990[87].
- Le 20 mars, lors d'un match face aux Raptors, Antetokoúnmpo devient le recordman de sa franchise en nombre de matchs joués avec 712 matchs joués, dépassant alors le record précédemment détenu par Junior Bridgeman[88].

À la fin de cette saison, Giánnis Antetokoúnmpo est l'un des joueurs les plus prolifique statistiquement de toute l'histoire des Bucks de Milwaukee. Il est le leader de sa franchise en nombre de matchs joués, de minutes jouées, de tentative de paniers, de lancers francs, de rebond défensifs, de passes décisives, de contres, de points marqués, et en nombre de triple-doubles. Durant la saison 2022-2023, il est le joueur qui réduisait le plus significativement la performance au tir adverse parmi les joueurs ayant défendu plus de 500 tirs différents avec seulement 41 % de réussite face à Giánnis Antetokoúnmpo.
Durant la saison 2022-2023, Antetokoúnmpo s'illustre également par certaines statistiques moins reluisantes. Il était en effet le pire joueur statistiquement aux lancers francs avec seulement 64,5 % de réussite sur toute la saison, même s'il compense cette faible réussite aux lancers francs par le fait qu'il est celui qui en provoque le plus de toute la ligue cette même saison avec 12.3 lancers francs provoqués en moyenne. Il était également l'un des pires joueurs statistiquement en moyenne de pertes de balle, avec 3,9 ballons perdus par match. La réussite des tirs à trois point ne s'améliore pas non plus cette saison avec 27,5 % de réussite pour 2,7 tentatives par match.
Giánnis Antetokoúnmpo se blesse début janvier 2023 avant de revenir à la fin du mois, et se blesse à nouveau fin février. Ces blessures feront qu'il ne jouera que 63 matches lors de cette saison, avec seulement 32 minutes par match de moyenne sur toute la saison.
Milwaukee finit la saison régulière avec le meilleur bilan de la ligue, en tête de la conférence Est avec 58 victoires pour 24 défaites. Giánnis Antetokoúnmpo finit 3e dans les votes pour la récompense individuelle du NBA Most Valuable Player, derrière Joel Embiid et Nikola Jokić dans une des courses les plus serrées de l'histoire du trophée. Antetokoúnmpo intègre également l'All-NBA 1st Team à l'unanimité pour la cinquième fois d'affilée, un record.
Lors des playoffs NBA 2023, les Bucks de Milwaukee sont considérés comme parmi les plus sérieux prétendants au titre. Cependant, dès le premier tour, Antetokoúnmpo va se blesser au dos durant le premier match les opposant à la 8e équipe de l'Est : le Heat de Jimmy Butler et Bam Adebayo. Les Bucks arrivent à dominer le deuxième match sans Antetokoúnmpo, mais le Heat prend l'avantage 2 à 1 dans la série face à des Bucks sans leur leader. La star grecque revient lors du match 4, il présente des lignes statistiques impressionnantes durant le match 4 (26 points, 13 rebonds et 10 passes décisives) et le match 5 (38 points, 20 rebonds), cependant, il est diminué et est en difficulté au tir et notamment aux lancers francs (45,2 % contre 61,8 % de moyenne en carrière). Les matchs 4 et 5 sont perdus in extremis après des remontées impressionnantes des joueurs du Heat, et les Bucks sont éliminés dès le premier tour des playoffs.

#### Saison 2023-2024
À l'intersaison, les Bucks recrutent Damian Lillard pour renforcer leur secteur offensif, mais perdent Jrue Holiday, l'un de leurs meilleurs défenseurs.
Fin octobre 2023, peu avant le début de la saison régulière, Antetokoúnmpo signe une prolongation avec les Bucks sur 3 saisons à partir de 2024 pour 186 millions de dollars.
Le 13 décembre 2023, Antetokoúnmpo marque 64 points (20 sur 28 au tir, 24 sur 32 au lancer-franc) face aux Pacers. Il établit ainsi un nouveau record du nombre de points marqués dans une rencontre par un joueur des Bucks, battant le précédent record de 57 points détenu depuis 2006 par Michael Redd,.
Le 17 décembre 2023, Antetokoúnmpo établit un nouveau record de franchise pour le joueur ayant le plus de rebonds dans l'histoire des Bucks lors d'une partie contre les Rockets de Houston lorsqu'il attrape son 7 162e rebond en carrière.

#### Saison 2024-2025
Les Bucks terminent à 5e place de la conférence Est lors de la saison NBA 2024-2025 et se qualifient pour les playoffs. Ils affrontent de nouveau les Pacers au premier tour. Avec Damian Lillard physiquement affaibli, les Bucks sont éliminés 4-1.

## Carrière internationale
Antetokoúnmpo représente la Grèce pour la première fois en juillet 2013 avec l’équipe nationale grecque des moins de 20 ans au Championnat d’Europe des moins de 20 ans de la FIBA 2013. Il aide la Grèce à obtenir un bilan de 8-2 et une 5e place au classement, alors qu’il obtient en moyenne 8,0 points, 7,6 rebonds et 2,2 passes décisives en 10 matchs. Il termine le tournoi classé 2e en rebonds défensifs (7,0) et 7e en contres (1,4).

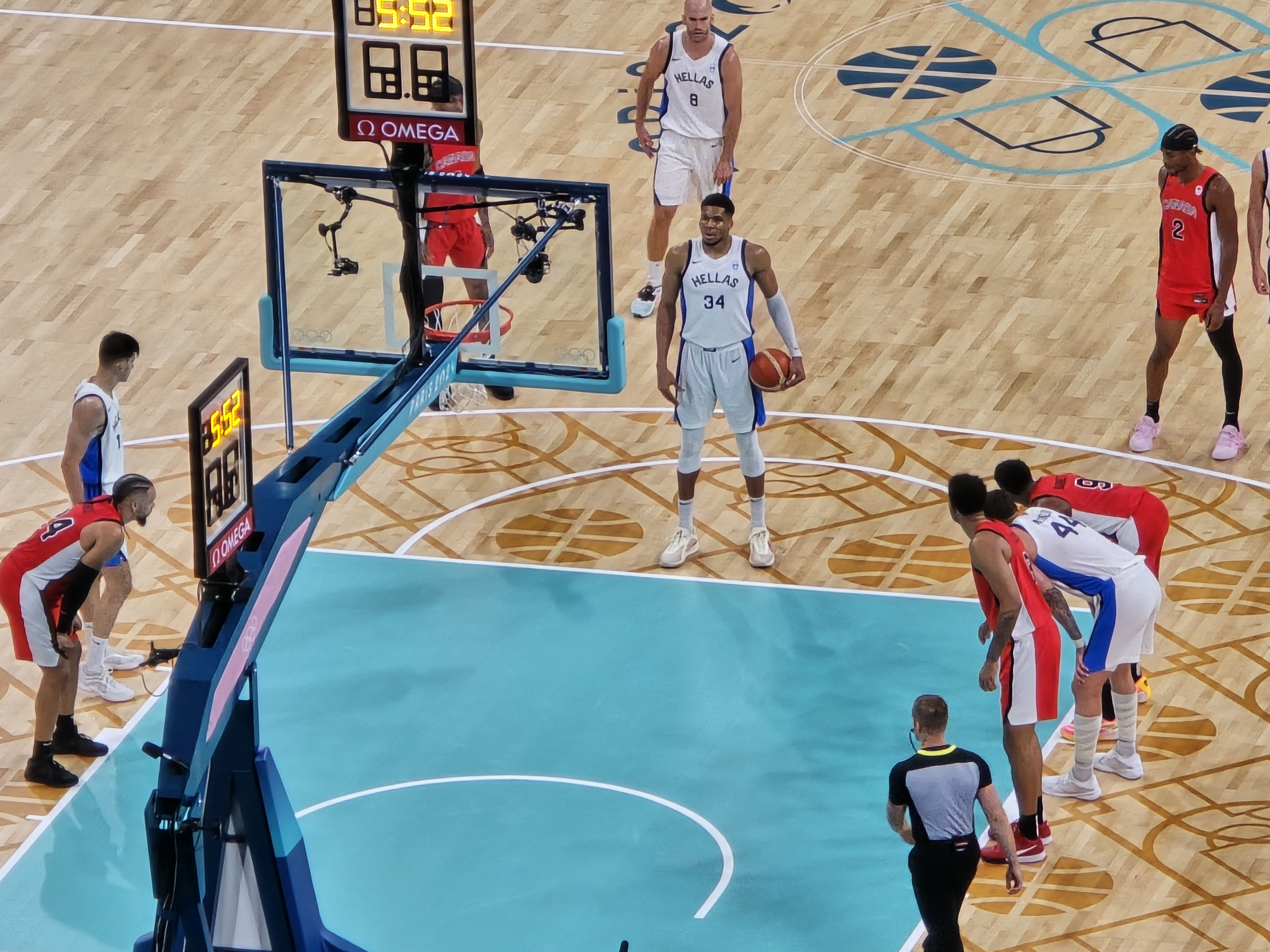
Giánnis Antetokoúnmpo avec la Grèce lors des Jeux olympiques d'été de 2024.

En 2014, Antetokoúnmpo joue pour la première fois pour l’équipe nationale masculine senior, aidant la Grèce à terminer 9e au classement général de la Coupe du monde de basketball de la FIBA 2014 avec un bilan de 5-1. Il obtient en moyenne 6,3 points et 4,3 rebonds au cours des six matchs, tout en tirant à 45,8 %.
Antetokoúnmpo rejoint l’équipe nationale pour l’Eurobasket 2015. L'effectif de la Grèce se compose de nombreux joueurs expérimentés, la plupart d’entre eux précédemment couronnés champions d’Europe avec leurs clubs, comme Vasílios Spanoúlis, Ioánnis Bouroúsis et Níkos Zísis, et la Grèce est favorite pour une médaille, après avoir montré une grande forme dans les matchs amicaux. Lors de l’Eurobasket 2015, la Grèce est invaincue dans les phases de groupe, et atteint les quarts de finale, où un match serré s’est terminé en faveur des futurs champions, l’Espagne. Giánnis Antetokoúnmpo termine le tournoi avec trois double-doubles, et un record de 17 rebonds contre l’Espagne, menant son équipe en rebonds pour le tournoi. En huit matchs, il obtient en moyenne 9,8 points, 6,9 rebonds et 1,1 passe décisive par match.
Antetokoúnmpo joue également avec la Grèce au Tournoi qualificatif olympique de Turin en 2016, où il obtient en moyenne 15,3 points, 5,7 rebonds, 2,0 passes décisives, 0,7 interception et 2,0 contres par match en 3 matchs joués. La Grèce ne s’est pas qualifiée pour les Jeux olympiques 2016, après avoir été éliminée par la Croatie, sur un score de 66-61. Il joue également avec la Grèce lors de leur phase de préparation à l’Eurobasket 2017. Il marque 20 points dans un match de préparation contre le Monténégro. Cependant, il manque l'Eurobasket 2017. Son club considère qu'il est blessé au genou et doit donc déclarer forfait, mais la fédération grecque conteste la réalité de cette blessure et considère qu'il s'agit d'une manœuvre des Bucks pour préserver Antetokoúnmpo,.
Antetokoúnmpo représente également la Grèce à la Coupe du monde de basket-ball FIBA en 2019, où il obtient en moyenne 14,8 points, 8,8 rebonds, 2,4 passes décisives, 2,4 interceptions et 0,6 contre par match, en 5 matchs joués. La Grèce termine le tournoi à la 11e place.
En 2022, lors du Championnat d'Europe de basket, il porte la Grèce, avec 29,3 points et 8,8 rebonds de moyenne, à la cinquième place. Il renonce en août 2023 à participer à la Coupe du monde.
En juillet 2024, il participe au tournoi de qualification olympique 2024. Il contribue à la qualification de la Grèce pour les Jeux olympiques de Paris. Trois jours plus tard, il est désigné porte-drapeau, en compagnie d'Antigóni Drisbióti, de la délégation grecque à ces Jeux.

## Style de jeu
Antetokoúnmpo est un joueur très complet possédant des qualités athlétiques hors normes (2,21 m d'envergure). Très agile pour sa taille, le joueur grec possède également une bonne vision du jeu, en attaque comme en défense. Il est d'ailleurs considéré comme l'un des meilleurs joueurs « two-way » de l'histoire (c'est-à-dire un joueur qui est aussi fort en attaque qu'en défense). Il est également reconnu comme étant un leader d'exception, permettant d'élever le niveau de ses coéquipiers sur le parquet.
Sur le plan offensif, il est agressif vers le cercle, très rapide en jeu de transition et il conclut nombre de ses actions par des dunks spectaculaires. En outre, le « Greek Freak » est un excellent joueur en un contre un qui exploite parfaitement les situations d'isolation. La menace offensive qu'il représente proche de la raquette oblige les défenseurs adverses à être très attentifs et réactifs à son positionnement, laissant alors les alliés d'Antetokoúnmpo souvent démarqués et permettant alors au joueur grec de profiter de son excellente vision de jeu et se révèle être une réelle menace à la passe.
Sur le plan défensif, il se révèle être un excellent rebondeur autant pour les rebonds défensifs qu'offensifs. Giánnis Antetokoúnmpo brille particulièrement par sa capacité phénoménale à empêcher les joueurs adverses de réussir leurs tirs, grâce à sa taille, sa vitesse et son envergure, il est capable de défendre sur n'importe lequel des cinq postes.
Néanmoins, il n'est pas sans faiblesses, parmi lesquelles on peut compter un tir à trois points peu fiable (28,7 % en carrière), ce qui limite ses choix face à des adversaires lui laissant des tirs ouverts à trois points, au détriment d'un accès au cercle. Il n'a également pas une très grande réussite aux lancers francs (70,8 % en carrière) et perd le ballon fréquemment (3 ballons perdus par match de moyenne en carrière).
Afin de pallier son manque de réussite en dehors de la peinture, il développe depuis la saison 2021-2022 un tir en suspension à mi-distance (jumpshot) et une routine de lancers francs plus courte ainsi qu'une meilleure distribution des ballons faisant aujourd'hui de lui un passeur d'élite.

## Autres activités
En 2023, Giánnis Antetokoúnmpo devient actionnaire minoritaire du Nashville SC, club américain de football évoluant en Major League Soccer,. En 2024, il se lance comme producteur de films.

## Palmarès

### NBA
- Champion NBA 2021 avec les Bucks de Milwaukee
- Vainqueur de la NBA Cup en 2024 avec les Bucks de Milwaukee
- Champion de la Conférence Est en 2021 avec les Bucks de Milwaukee
- 5 × Champion de la Division Centrale : 2019, 2020, 2021, 2022 et 2023

### Distinctions personnelles
- 2 × NBA Most Valuable Player : 2019 et 2020.
- Élu dans le cinq majeur du championnat d'Europe 2022
- NBA Defensive Player of the Year : 2020.
- NBA Finals Most Valuable Player : 2021.
- 9 × au NBA All-Star : 2017, 2018, 2019, 2020, 2021, 2022, 2023, 2024 et 2025.
- NBA Most Improved Player : 2017.
- MVP du NBA All-Star Game : 2021.
- 7 × All-NBA First Team : 2019, 2020, 2021, 2022, 2023, 2024 et 2025.
- 2 × All-NBA Second Team : 2017 et 2018.
- 4 × NBA All-Defensive First Team : 2019, 2020 et 2021 et 2022.
- All-NBA Defensive Second Team : 2017.
- NBA All-Rookie Second Team : 2014.
- Joueur ayant pris le plus de rebonds défensifs en moyenne en 2023 (9,6)
- Cup Tournament Team 2023 et 2024[115]
- MVP NBA Cup 2024.

## Records

### En match
Les records personnels de Giánnis Antetokoúnmpo en NBA sont les suivants, :
| Record de la franchise |

| Type de statistique        | Saison régulière | Saison régulière      | Saison régulière | Playoffs | Playoffs             | Playoffs        |
| Type de statistique        | Record           | Adversaire            | Date             | Record   | Adversaire           | Date            |
| -------------------------- | ---------------- | --------------------- | ---------------- | -------- | -------------------- | --------------- |
| Points                     | 64               | Pacers de l'Indiana   | 13 décembre 2023 | 50       | Suns de Phoenix      | 20 juillet 2021 |
| Paniers marqués            | 21               | Nets de Brooklyn      | 2 mai 2021       | 16       | 4 fois               | 4 fois          |
| Paniers tentés             | 39               | @ Bulls de Chicago    | 28 décembre 2022 | 32       | Celtics de Boston    | 9 mai 2022      |
| Paniers à 3 points réussis | 5                | Lakers de Los Angeles | 19 décembre 2019 | 3        | 4 fois               | 4 fois          |
| Paniers à 3 points tentés  | 12               | Nets de Brooklyn      | 4 mai 2021       | 8        | Nets de Brooklyn     | 10 juin 2021    |
| Lancers francs réussis     | 24               | Pacers de l'Indiana   | 13 décembre 2023 | 17       | Suns de Phoenix      | 20 juillet 2021 |
| Lancers francs tentés      | 32               | Pacers de l'Indiana   | 13 décembre 2023 | 23       | Heat de Miami        | 26 avril 2023   |
| Rebonds offensifs          | 9                | Knicks de New York    | 22 octobre 2018  | 6        | 4 fois               | 4 fois          |
| Rebonds défensifs          | 19               | 3 fois                | 3 fois           | 20       | @ Raptors de Toronto | 19 mai 2019     |
| Rebonds totaux             | 22               | @ Bulls de Chicago    | 28 décembre 2022 | 23       | @ Raptors de Toronto | 19 mai 2019     |
| Passes décisives           | 20               | 76ers de Philadelphie | 4 avril 2025     | 15       | @ Heat de Miami      | 29 mai 2021     |
| Interceptions              | 5                | 8 fois                | 8 fois           | 3        | 5 fois               | 5 fois          |
| Contres                    | 7                | @ Bulls de Chicago    | 31 décembre 2016 | 5        | Suns de Phoenix      | 20 juillet 2021 |
| Balles perdues             | 12               | @ Raptors de Toronto  | 4 janvier 2023   | 8        | @ Raptors de Toronto | 19 mai 2019     |
| Minutes jouées             | 53               | @ Nets de Brooklyn    | 20 mars 2015     | 51       | Bulls de Chicago     | 23 avril 2015   |

- Double-double : 508 (dont 57 en playoffs)
- Triple-double : 59 (dont 4 en playoffs)

Dernière mise à jour : 30 avril 2025

### Records NBA
- Seul joueur à cumuler au moins 200 points, 100 rebonds et 50 passes dans une série (playoffs 2022 face aux Celtics de Boston en 7 matchs).
- Seul joueur élu unanimement cinq fois de suite dans la All-NBA First Team (2019, 2020, 2021, 2022 et 2023)[119]. Il est à l'heure actuelle, le seul joueur de l'histoire à avoir été élu unanimement à cette récompense individuelle dans quatre saisons consécutives ou plus[120].

### Records de franchise
Avec les Bucks de Milwaukee :
- Meilleur marqueur de la franchise.
- Meilleur marqueur en playoffs de la franchise.
- Meilleur contreur de la franchise.
- Meilleur contreur en playoffs de la franchise.
- Meilleur passeur de la franchise.
- Meilleur passeur en playoffs de la franchise.
- Joueur ayant enregistré le plus de triple-doubles de la franchise.
- Joueur ayant enregistré le plus de triple-doubles en playoffs de la franchise.
- Joueur ayant été le plus de fois (6) sélectionné dans la All-NBA Team de la franchise.
- Meilleur marqueur en une rencontre avec 64 points.

## Statistiques

### Ligue grecque A2 de basket
| Saison    | Équipe        | Matchs | Min./m | % Tir | % 3pts | % LF | Rbds/m. | Pass/m. | Int/m. | Ctr/m. | Pts/m. |
| --------- | ------------- | ------ | ------ | ----- | ------ | ---- | ------- | ------- | ------ | ------ | ------ |
| 2012-2013 | Filathlitikos | 26     | 22,5   | 46,4  | 31,3   | 72,0 | 5,00    | 1,40    | 0,70   | 1,00   | 9,50   |
| Carrière  | Carrière      | 26     | 22,5   | 46,4  | 31,3   | 72,0 | 5,00    | 1,40    | 0,70   | 1,00   | 9,50   |

### NBA

#### Saison régulière
Le tableau suivant présente les statistiques individuelles de Giánnis Antetokoúnmpo pendant sa carrière professionnelle en saison régulière.
| Champion NBA | MVP de la saison | Leader de la ligue | Meilleure progression de l'année | Défenseur de l'année |

gras = ses meilleures performances / Dernière mise à jour : 16 avril 2025
| Saison    | Équipe    | Matchs | Titul. | Min./m | % Tir | % 3pts | % LF | Rbds/m. | Pass/m. | Int/m. | Ctr/m. | Pts/m. |
| --------- | --------- | ------ | ------ | ------ | ----- | ------ | ---- | ------- | ------- | ------ | ------ | ------ |
| 2013-2014 | Milwaukee | 77     | 23     | 24,6   | 41,4  | 34,7   | 68,3 | 4,40    | 1,95    | 0,78   | 0,79   | 6,82   |
| 2014-2015 | Milwaukee | 81     | 71     | 31,4   | 49,1  | 15,9   | 74,1 | 6,69    | 2,56    | 0,90   | 1,05   | 12,72  |
| 2015-2016 | Milwaukee | 80     | 79     | 35,3   | 50,6  | 25,7   | 72,4 | 7,70    | 4,31    | 1,18   | 1,41   | 16,88  |
| 2016-2017 | Milwaukee | 80     | 80     | 35,6   | 52,1  | 27,2   | 77,0 | 8,75    | 5,42    | 1,64   | 1,89   | 22,90  |
| 2017-2018 | Milwaukee | 75     | 75     | 36,7   | 52,9  | 30,7   | 76,0 | 10,04   | 4,81    | 1,45   | 1,41   | 26,85  |
| 2018-2019 | Milwaukee | 72     | 72     | 32,8   | 57,8  | 25,6   | 72,9 | 12,47   | 5,89    | 1,28   | 1,53   | 27,69  |
| 2019-2020 | Milwaukee | 63     | 63     | 30,4   | 55,3  | 30,4   | 63,3 | 13,59   | 5,62    | 0,97   | 1,05   | 29,48  |
| 2020-2021 | Milwaukee | 61     | 61     | 33,0   | 56,9  | 30,3   | 68,5 | 11,00   | 5,85    | 1,18   | 1,20   | 28,15  |
| 2021-2022 | Milwaukee | 67     | 67     | 32,9   | 55,3  | 29,3   | 72,2 | 11,61   | 5,79    | 1,07   | 1,36   | 29,88  |
| 2022-2023 | Milwaukee | 63     | 63     | 32,1   | 55,3  | 27,5   | 64,5 | 11,78   | 5,70    | 0,83   | 0,81   | 31,10  |
| 2023-2024 | Milwaukee | 73     | 73     | 35,2   | 61,1  | 27,4   | 65,7 | 11,52   | 6,52    | 1,19   | 1,08   | 30,44  |
| 2024-2025 | Milwaukee | 67     | 67     | 34,2   | 60,1  | 22,2   | 61,7 | 11,91   | 6,46    | 0,87   | 1,16   | 30,39  |
| Carrière  | Carrière  | 859    | 794    | 32,9   | 55,1  | 28,4   | 69,3 | 9,93    | 4,99    | 1,12   | 1,24   | 23,91  |

#### Playoffs
Le tableau suivant présente les statistiques individuelles de Giánnis Antetokoúnmpo pendant sa carrière professionnelle en playoffs.
| Champion NBA | MVP des Finales |

gras = ses meilleures performances / Dernière mise à jour : 23 mai 2022
| Saison   | Équipe    | Matchs | Titul. | Min./m | % Tir | % 3pts | % LF | Rbds/m. | Pass/m. | Int/m. | Ctr/m. | Pts/m. |
| -------- | --------- | ------ | ------ | ------ | ----- | ------ | ---- | ------- | ------- | ------ | ------ | ------ |
| 2015     | Milwaukee | 6      | 6      | 33,5   | 36,6  | 0,0    | 73,9 | 7,00    | 2,67    | 0,50   | 1,50   | 11,50  |
| 2017     | Milwaukee | 6      | 6      | 40,5   | 53,6  | 40,0   | 54,3 | 9,50    | 4,00    | 2,17   | 1,67   | 24,83  |
| 2018     | Milwaukee | 7      | 7      | 40,0   | 57,0  | 28,6   | 69,1 | 9,57    | 6,29    | 1,43   | 0,86   | 25,71  |
| 2019     | Milwaukee | 15     | 15     | 34,3   | 49,2  | 32,7   | 63,7 | 12,27   | 4,87    | 1,13   | 2,00   | 25,53  |
| 2020     | Milwaukee | 9      | 9      | 30,8   | 55,9  | 32,5   | 58,0 | 13,78   | 5,67    | 0,67   | 0,89   | 26,67  |
| 2021     | Milwaukee | 21     | 21     | 38,1   | 56,9  | 18,6   | 58,7 | 12,81   | 5,14    | 1,00   | 1,19   | 30,19  |
| 2022     | Milwaukee | 12     | 12     | 37,3   | 49,1  | 22,0   | 67,9 | 14,17   | 6,75    | 0,67   | 1,25   | 31,67  |
| 2023     | Milwaukee | 3      | 3      | 30,5   | 52,8  | 0,0    | 45,2 | 11,00   | 5,33    | 0,33   | 0,67   | 23,33  |
| 2025     | Milwaukee | 5      | 5      | 37,6   | 60,6  | 20,0   | 69,8 | 15,40   | 6,60    | 1,00   | 1,00   | 33,00  |
| Carrière | Carrière  | 84     | 84     | 36,2   | 53,2  | 25,9   | 62,5 | 12,18   | 5,31    | 1,00   | 1,31   | 27,02  |

#### All-Star Game
Le tableau suivant présente les statistiques individuelles de Giánnis Antetokoúnmpo pendant sa carrière professionnelle lors du All-Star Game.
| Vainqueur | MVP du match |

gras = ses meilleures performances / Dernière mise à jour : 8 mars 2022
| Saison   | Équipe    | Matchs | Titul. | Min./m | % Tir | % 3pts | % LF  | Rbds/m. | Pass/m. | Int/m. | Ctr/m. | Pts/m. |
| -------- | --------- | ------ | ------ | ------ | ----- | ------ | ----- | ------- | ------- | ------ | ------ | ------ |
| 2017     | Milwaukee | 1      | 1      | 22     | 82,4  | 0,0    | 100,0 | 6,00    | 1,00    | 3,00   | 1,00   | 30,00  |
| 2018     | Milwaukee | 1      | 1      | 26     | 42,9  | 0,0    | 66,7  | 7,00    | 2,00    | 0,00   | 0,00   | 16,00  |
| 2019     | Milwaukee | 1      | 1      | 27     | 73,9  | 33,3   | 100,0 | 11,00   | 5,00    | 1,00   | 0,00   | 38,00  |
| 2020     | Milwaukee | 1      | 1      | 30     | 57,1  | 25,0   | 0,0   | 11,00   | 4,00    | 1,00   | 3,00   | 25,00  |
| 2021     | Milwaukee | 1      | 1      | 19     | 100,0 | 100    | -     | 7,00    | 3,00    | 1,00   | 1,00   | 35,00  |
| 2022     | Milwaukee | 1      | 1      | 26     | 71,4  | 0,0    | -     | 12,00   | 6,00    | 3,00   | 1,00   | 30,00  |
| 2023     | Milwaukee | 1      | 1      | 0,3    | 100,0 | 0,0    | -     | 0,00    | 0,00    | 0,00   | 0,00   | 2,00   |
| Carrière | Carrière  | 7      | 7      | 21,9   | 71,7  | 31,6   | 66,7  | 7,71    | 3,00    | 1,29   | 0,86   | 25,14  |

### Équipe nationale
| Saison          | Équipe | Matchs | Titul. | Min./m | % Tir | % 3pts | % LF  | Rbds/m. | Pass/m. | Int/m. | Ctr/m. | Pts/m. |
| --------------- | ------ | ------ | ------ | ------ | ----- | ------ | ----- | ------- | ------- | ------ | ------ | ------ |
| CDM 2014        | Grèce  | 6      | 0      | 15,7   | 45,8  | 11,1   | 78,9  | 4,30    | 0,30    | 0,70   | 0,30   | 6,30   |
| EuroBasket 2015 | Grèce  | 8      | 8      | 24,4   | 49,2  | 38,5   | 61,5  | 6,90    | 1,10    | 0,30   | 0,90   | 9,80   |
| TQO 2016        | Grèce  | 3      | 3      | 24,7   | 50,0  | 33,3   | 10,00 | 5,70    | 2,00    | 0,70   | 2,00   | 15,00  |
| CDM 2019        | Grèce  | 5      | 5      | 25     | 52,2  | 22,2   | 70,6  | 8,80    | 2,40    | 2,40   | 0,60   | 14,80  |
| EuroBasket 2022 | Grèce  | 6      | 6      | 28,3   | 56,6  | 20     | 78,5  | 8,80    | 4,70    | 1,50   | 0,80   | 29,30  |

## Vie privée
Il a quatre frères : Francis est joueur de football alors que les trois autres sont joueurs de basket-ball : Thanásis, né en 1992, Kóstas, né en 1997 et Aléxandros, dit Álex, né en 2001. Giánnis est en couple avec Mariah Riddlesprigger, une volleyeuse américaine. Leur premier enfant, Liam Charles, naît le 10 février 2020 et le second, Maverick Shai, naît le 18 août 2021. Giánnis Antetokoúnmpo et Mariah Riddlesprigger se marient en septembre 2024.
Antetokoúnmpo possède la nationalité nigérianne depuis 2015.
Son père, Charles, meurt en 2017.

## Salaires
| Année        | Équipe       | Salaire       |
| ------------ | ------------ | ------------- |
| 2013-2014    | Milwaukee    | 1 792 560 $   |
| 2014-2015    | Milwaukee    | 1 873 200 $   |
| 2015-2016    | Milwaukee    | 1 953 960 $   |
| 2016-2017    | Milwaukee    | 2 995 421 $   |
| 2017-2018    | Milwaukee    | 22 471 910 $  |
| 2018-2019    | Milwaukee    | 24 157 303 $  |
| 2019-2020    | Milwaukee    | 25 842 697 $  |
| 2020-2021    | Milwaukee    | 27 528 090 $  |
| 2021-2022    | Milwaukee    | 39 344 900 $  |
| 2022-2023    | Milwaukee    | 42 492 492 $  |
| 2023-2024    | Milwaukee    | 45 640 084 $  |
| Gains totaux | Gains totaux | 236 092 617 $ |
| 2024-2025    | Milwaukee    | 48 787 676 $  |

## Pour approfondir